# Stefan Bodo Würffel
Stefan Bodo Würffel (* 28. März 1944 in Hann. Münden) ist ein deutscher Literatur- und Medienwissenschaftler mit Schweizer Pass. Er arbeitete bis 2009 als Hochschullehrer in Freiburg im Üechtland (CH).

## Leben
Würffel studierte von 1964 bis 1969 an der Universität Göttingen deutsche Philologie, Geschichte, Pädagogik und Philosophie. Anschließend war er unter anderem an den Universitäten Göttingen, Genf, Tübingen und Zürich als Wissenschaftler tätig. Von 1994 bis 2009 lehrte er als ordentlicher Professor für Neuere Deutsche Literatur an der Universität Fribourg in Freiburg im Üechtland (CH).
Seine Forschungsinteressen waren Heinrich Heine, das Fin de siècle, DDR-Literatur, Hörspiele, Film und Musiktheater.

## Veröffentlichungen (Auswahl)
- Wirkungswille und Prophetie. Studien zu Werk und Wirkung Stefan Georges. Bouvier, Bonn 1978, ISBN 3-416-01384-0 (zugleich Dissertation, Universität, Göttingen 1975/76).
- Das deutsche Hörspiel. Metzler, Stuttgart 1978, ISBN 3-476-10172-X (online).
- (als Hrsg.) Johannes R. Becher: Frühe sozialistische Hörspiele. Fischer-Taschenbuch-Verlag, Frankfurt am Main 1982, ISBN 3-596-27032-4.
- (als Hrsg.) Hans-Jörg Dost: Hörspiele aus der DDR. Fischer-Taschenbuch-Verlag, Frankfurt am Main 1982, ISBN 3-596-27031-6.
- Ophelia. Figur und Entfremdung. Francke, Bern 1985, ISBN 3-7720-1612-X.
- Der produktive Widerspruch. Heinrich Heines negative Dialektik. Francke, Bern 1986, ISBN 3-317-01626-4 (zugleich Habilitationsschrift, Universität, Bern 1984).
- Heinrich Heine. Beck, München 1989, ISBN 3-406-33159-9.
- Zeitkrankheit – Zeitdiagnose aus der Sicht des Zauberbergs. Die Vorgeschichte des Ersten Weltkrieges – in Davos erlebt. In: Thomas Sprecher (Hrsg.): Das Zauberberg-Symposion 1994 in Davos. Frankfurt am Main 1995 (= TMS. XI), S. 193–223.
- (mit Sabine Haupt): Handbuch Fin de Siècle. Kröner, Stuttgart 2008, ISBN 978-3-520-83301-3